# Осветници: Крај игре
Осветници: Крај игре (енгл. Avengers: Endgame) је амерички научнофантастични суперхеројски филм из 2019. године, заснован на истоименом Марвеловом стрипу. Режију потписују браћа Ентони и Џо Русо, по сценарију Кристофера Маркуса и Стивена Макфилија на основу стрипа Осветници аутора Стена Лија и Џека Кирбија. Продуцент филма је Кевин Фајги. Директан је наставак филма Осветници: Рат бескраја (2018) и двадесет и други је филм у серији филмова Марвеловог филмског универзума. Главне улоге тумаче Роберт Дауни јр, Крис Еванс, Марк Рафало, Крис Хемсворт, Скарлет Џохансон, Џереми Ренер, Дон Чидл, Пол Рад, Бри Ларсон, Карен Гилан, Данај Гурира, Бенедикт Вонг, Џон Фавро, Бредли Купер, Гвинет Палтроу и Џош Бролин. У филму, преживели чланови Осветника и њихови савезници покушавају да поправе штету коју је Танос нанео у Рату бескраја.
Филм је био најављен у октобру 2014. као Осветници: Рат бескраја – Други део, али Марвел је касније изменио наслов. Браћа Русо су се придружили као режисери у априлу 2015, док су Маркус и Макфили најављени као сценаристи месец дана касније. Филм служи као закључак приче Марвеловог филмског универзума до тог тренутка, завршавајући приче неколико главних ликова. Снимање је започело у августу 2017. у Округу Фејет и завршено у јануару 2018. године, а филм је сниман истовремено са Ратом бескраја. Додатне сцене су снимљене у Атланти, Њујорку, Шкотској и Енглеској. Прича приказује неколико момената из ранијих филмова, враћајући глумце и поставке из читаве франшизе, као и музику из претходних филмова. Званични наслов је откривен у децембру 2018. године. Са процењеним буџетом од 356 милиона долара, један је од најскупљих филмова икада снимљених.
Пошто је излазак филма био нашироко ишчекиван, Дизни га је подржао опсежном маркетиншком кампањом, највећом за један Марвелов филм. Премијерно је приказан 22. априла 2019. у Лос Анђелесу, док је у америчким биоскопима реализован 26. априла исте године. У филму су похваљени режија, глума, музика, акционе сцене, визуелни ефекти и емоционална тежина, а критичари су посебно похвалили врхунац приче из 22 филма. Зарадио је скоро 2,8 милијарди долара широм света, престижући укупну зараду Рата бескраја за само једанаест дана и оборио је бројне рекорде у заради, а такође је постао најуспешнији филм икада, престижући филм Аватар (2009), и тај рекорд је држао до марта 2021. године. Освојио је и био је номинован за бројне награде, укључујући номинацију за Оскара у категорији за најбоље визуелне ефекте, три номинације за Филмске награде по избору критичара (освојивши две), као и номинацију за награду БАФТА у категорији за најбоље визуелне ефекте.

## Радња
Три недеље након што је Танос искористио Камење бескраја како би преполовио популацију у Универзуму, Керол Денверс спашава Тонија Старка и Небулу заробљене у свемиру и враћа их на Земљу. Они се срећу са преосталим Осветницима: Брусом Банером, Стивом Роџерсом, Рокетом, Тором, Наташом Романов и Џејмсом Роудсом. Заједно, проналазе Таноса на пустој планети и планирају преотимање Камења бескраја како би поништили „децимацију”. Повређени Танос им открива да је уништио камење и да га је то готово коштало живота. Тор му у бесу одсеца главу.
Пет година касније, Скот Ланг успева да побегне из квантне реалности. Он путује на имање Осветника где објашњава временску разлику између стварности и квантне реалности: задржавање дуго пет година, њему се чинило као пет сати. Роџерс, Романова и Ланг обраћају се за помоћ Тонију Старку, који је након свађе са Роџерсом отишао са имања Осветника и посветио се породичном животу са Пепер Потс и њиховом четворогодишњом ћерком, Морган. Старк их након што је чуо Лангов предлог о поништавању прошлости одбија. Након неколико неуспелих покушаја доктора Банера, Старк се након разговора са Пепер одлучује да помогне Осветницима како би вратили његовог пулена Спајдермена и остале. Банер, сада физички потпуно преображен у Хулка, и Рокет одлазе у Норвешку како би регрутовали Тора, сада пијанца услед гриже савести. Романова путује у Токио не би ли ухватила Клинта Бартона, сада одметника познатог као Ронин.
Успешно окупљена екипа таргетира појединачне тачке у прошлости како би дошли у посед свих Камења бескраја: Банер, Ланг, Старк и Роџерс одлазе у Њујорк 2012. године, у тренуцима када Локијеве трупе нападају град. Банер посећује Санктум Санкторум и успева да убеди Древну да му позајми Камен времена и обећава јој да ће га вратити у исти тренутак у прошлости када пониште Таносов чин. Роџерс успешно налази Камен ума, али Старк и Ланг не успевају да дођу у посед Камена простора. Роџерс и Старк се затим одлучују да отпутују у 1970. годину, како би из Ш. И. Л. Д.-ове базе украли камен и Пим честице. Рокет и Тор одлазе у Асгард током 2013. године где извлаче Итер из Џејн Фостер и долазе до Камена реалности, као и до Торовог уништеног чекића, Мјолнира. Небула и Роудс одлазе на Мораг не би ли украли Камен снаге пре Питера Квила. Роудс се успешно враћа у садашњост, али Небула услед механичког квара изазваног постојањем Небуле и у 2014. години остаје на Морагу. Преко Небуле из 2014. године Танос долази у прилику да види будућност каква се одиграла. Танос успева да ухвати Небулу и уместо Небуле из 2023. у садашњост враћа Небулу из 2014. Бартон и Романова путују на Вормир у потрагу за Каменом душе. Црвена Лобања, водич до Камена душе, открива да је услов за Камен душе: изгубити оно што се воли. Након борбе, Романова се жртвује мимо Бартонове воље.
Састајући се у садашњости, тим ослабљен за Црну удовицу, користи Старкову нано-технологијом направљену рукавицу. Банер пристаје да буде извршилац, јер сматра да су највеће шансе да он преживи. За то време, Небула из 2014. кроз портал доводи Таноса из 2014. године са његовим ратним бродом у садашњост. Танос напада имање Осветника и открива да ће, овога пута, камењем разорити цео Универзум, а потом изградити нови, захвалнији. У покушају да одбрани Бартона и рукавицу, Небула убија себе из прошлости. Након што је Танос одбио нападе Старка, Роџерса и Тора, камењем враћен Стивен Стрејнџ стиже са Учитељима мистичних вештина, враћеним Осветницима и Чуварима галаксије, армијама из Ваканде и Асгарда, као и Свемирским одметницима. Денверсова долази из свемира и уништава Таносов брод. Након што га је Ванда Максимоф замало убила, бесом испуњен Танос вештим потезима успева да савлада јунаке и дочепа се рукавице коју Старк покуша да му отме. Иако је савладао Старка, Танос остаје без Камења бескраја које је Старково одело апсорбовало и пренело на његову руку. Старк користи Камење како би дезинтегрисао Таноса и његову војску. Након што је то учинио, Старк подлеже повредама.
Пратећи Старкову сахрану, Тор поставља Валкиру за новог монарха Асгарда и одлази са Чуварима галаксије у потрагу за Гамором из 2014. године. Роџерс пристаје на мисију да врати Камење бескраја у тачке у прошлости одакле су узети, али одлучује да остане у 1970. години и настави живот са Пеги Картер. У садашњости, остарели Роџерс свој штит поклања Сему Вилсону.

## Улоге

### Главне улоге
- Роберт Дауни јр као Тони Старк / Ајронмен

Покровитељ Осветника са електромеханичким оделом од метала сопствене производње. По речима режисера филма, Дауни је био један од ретких глумаца који је прочитао читав сценарио филма. Сценаристи филма били су сагласни да Старк изгуби живот жртвујући се за човечанство како би заокружио „причу коју је сам започео”. Браћа Русо консултовала су се са Даунијем како би били сигурни да је он сагласан са завршетком приче која је почела филмом Капетан Америка: Грађански рат.
- Крис Еванс као Стив Роџерс / Капетан Америка

Вођа Осветника, ветеран из Другог светског рата замрзнут преко 50 година, који је добио надљудску снагу експериментима који су на њему рађени у раној младости. Сценаристи филма били су сагласни да Роџерс током дешавања у филму буде у прилици да заплеше се Пеги Картер.
- Марк Рафало као Брус Банер / Хулк

Осветник и бриљантни научник који је током истраживања гама-зрачења претрпео значајне промене у физичком изгледу и супер-снази. Током филма, Банер се физички у потпуности појављује као Хулк, по угледу на серију стрипова „Професор Хулк” чиме завршава причу која је започела филмом Тор: Рагнарок, а након напуштања Осветника након борбе са Алтроном.
- Крис Хемсворт као Тор

Осветник и краљ Новог Асгарда, свих-отац и бог грома, створен по истоименом миту. Тор поседује мистичну секиру Разарача громова (енгл. Stormbreaker), као и свој чекић Мјолнир. Тор покушава да се избори са пост-трауматским синдромом након пораза у бици са Таносом.
- Скарлет Џохансон као Наташа Романова / Црна удовица

Осветник и шпијун Ш. И. Л. Д.-а.
- Џереми Ренер као Клинт Бартон / Хокај / Ронин

Врхунски стреличар, Осветник и агент Ш. И. Л. Д.-а.
- Дон Чидл као Џејмс „Роди” Роудс / Ратна машина

Старков пријатељ и Осветник, бивши официр Ваздухопловства Сједињених Држава, сада у Старковом оделу Ратне машине.
- Пол Рад као Скот Ланг / Антмен

Осветник и бивши ситни криминалац у оделу које му дозвољава да мења своју величину.
- Бри Ларсон као Керол Денверс / Капетан Марвел

Бивши пилот Ваздухопловства САД на којој је извршен кријски експеримент те је добила надљудску снагу. Режисери филма говорили су да је снага Керол Данверс далеко највећа у целом Марвеловом филмском Универзуму.
- Карен Гилан као Небула

Таносова усвојена ћерка, Гаморина сестра.
- Данај Гурира као Окоје

Ваканђанка из Пограничног племена, врховни заповедник елитне женске јединице Дора Милаж.
- Бенедикт Вонг као Вонг

Учитељ мистичних вештина, чувар Санктори Санкторума у Њујорку након Стрејнџовог нестанка.
- Џон Фавро као Харолд „Хепи” Хоган

Старков пријатељ и телохранитељ.
- Бредли Купер као Рокет Ракун (глас)

Чувар галаксије, генетске модификован ракун, свемирски пилот, оружар и конструктор.
- Гвинет Палтроу као Пепер Потс

Стакова супруга, сада у оделу које је Старк направио специјално за њу зарад њене сигурности.
- Џош Бролин као Танос

Интергалактички тиранин који је након што је сакупио свих шест Камена бесконачности преполовио популацију Универзума.

### Остале улоге
| Глумац             | Улога                             |
| ------------------ | --------------------------------- |
| Бенедикт Камбербач | Стивен Стрејнџ / Доктор Стрејнџ   |
| Том Холанд         | Питер Паркер / Спајдермен         |
| Чедвик Боузман     | Т'чала / Црни пантер              |
| Елизабет Олсен     | Ванда Максимов / Гримизна Вештица |
| Ентони Маки        | Сем Вилсон / Фалкон               |
| Себастијан Стен    | Баки Барнс / Зимски војник        |
| Летиша Рајт        | Шури                              |
| Том Хидлстон       | Локи                              |
| Пом Клементиф      | Мантис                            |
| Дејв Баутиста      | Дракс разарач                     |
| Зои Салдана        | Гамора                            |
| Вин Дизел          | Грут (глас)                       |
| Крис Прат          | Питер Квил / Стар Лорд            |
| Еванџелин Лили     | Хоуп ван Дајн / Оса               |
| Мајкл Даглас       | Хенк Пим                          |
| Мишел Фајфер       | Џанет ван Дајн                    |
| Самјуел Л. Џексон  | Ник Фјури                         |
| Коби Смалдерс      | Марија Хил                        |
| Теса Томпсон       | Валкира                           |
| Роберт Редфорд     | Александар Пирс                   |
| Хејли Атвел        | Пеги Картер                       |
| Натали Портман     | Џејн Фостер                       |
| Рене Русо          | Фрига                             |
| Џон Слатери        | Хауард Старк                      |
| Тилда Свинтон      | Древна                            |
| Винстон Дјук       | М'баку                            |
| Вилијам Херт       | генерал Тадијус Рос               |
| Рос Маркуанд       | Јохан Шмит / Црвена Лобања        |

## Продукција
У октобру 2014. године, Марвел је најавио дводелни наставак филма Осветници: Ера Алтрона, назван Осветници: Рат бескраја. Планирано је да први део буде премијерно приказан 4. маја 2018, а други део 3. маја 2019. године. У априлу 2015. године, Марвел је најавио да ће Ентони и Џо Русо режирати оба дела Рата бескраја, чије је паралелно снимање требало да почне 2016. године. Тог месеца је Кевин Фајги изјавио да су филмови названи као два дела једног филма „зато што имају толико заједничких елемената”, али их не би назвао „једном причом подељеном у два дела”. До маја 2015, Кристофер Малкус и Сивен Макфили унајмљени су да напишу сценарио за оба филма. Истог месеца, браћа Русо су најавила да ће преименовати филмске поднаслове, како би избегли будуће заблуде да је то један филм, подељен у два дела. У јулу 2016, Марвел је уклонио филмски поднаслови, ословљавајући га само као Неименовани филм о Осветницима. Фајги и браћа Русо су назначили да је поднаслов овог филма остао непознат, због тога што би разоткрио детаље заплета овог филма и Рата бескраја.
Снимање је почело 10. августа 2017. године, под радним називом Мери Лу 2, у Пајнвуд студију у Округу Фејет у Џорџији, са Трентом Опалоком као директором фотографије. Овај филм, заједно са Ратом бескраја снимљен је ИМАКС/Ари 2Д камерама, што чини ове филмове првим холивудским остварењима снимљених у потпуности ИМАКС дигиталним камерама. Такође тог месеца, снимало се и у Гулч округу у Атланти, близу Фајв поинтс МАРТА станице и Пидмонт парка. Фајги је објаснио да је требало да филмови буду снимани истовремено, али је одлучено да се снимају паралелно, због тешкоћа током снимања. Ентони Русо је првобитно изјавио да има више смисла да филмови буду снимани истовремено због финансијских и логистичких разлога, узимајући у обзир велики број глумаца и предложио да неким данима снимају први, а неким данима други филм. Сцене са Асгардом су снимане у Дарам катедралу у Енглеској, током продукције Рата бескраја у мају 2017. године. Продукција је завршена 11. јануара 2018, иако се додатно снимање одиграло у окрузима Дачес и Алстер у Њујорку у јуну исте године. Додатно снимање је започело 7. септембра, а завршено је 12. октобра 2018, али још материјала је снимљено у јануару 2019. године. Као локација за снимање, такође је послужио село Сент Ебс у Шкотској, које у филму представља насеље Нови Асгард у Норвешкој. Крис Еванс и Крис Хемсворт су били плаћени по 15 милиона долара за овај филм.
Званичан наслов, Осветници: Крај игре и датум за излазак у америчке биоскопе 26. априла 2019, откривени су са првим филмским трејлером у децембру 2018. године. Визуелне ефекте за филм, креирале су компаније Индустријска светла и магија, Вета дигитал, ДНЕГ, Фрејмстор, Синесајт, Дигитал домејн, Рајз, Лола Ви-Еф-Екс, Кантина криејтив, Капитал Т, Техниколор Ви-Еф-Екс и Територи студио. Као и у претходним филмовима из серијала, компанија Лола је направила сцене са дигиталним подмлађивањем и старењем глумаца. Роберт Дауни јр, Крис Еванс, Марк Рафало, Крис Хемсворт, Скарлет Џохансон и Џереми Ренер су дигитално подмлађени за потребе својих сцена из 2012. године, из филма Осветници. Мајкл Даглас, Џон Слатери и Стен Ли су такође дигитално подмлађени, за сцене из 1970. године; Дагласово појављивање из серије Улице Сан Франциска је референцирано. Компанија Лола је такође дигитално учинила старијим Криса Еванса за финалне сцене филма, где је он представљен као остарео човек и уз помоћ шминке. Џефри Форд и Метју Шмит су били задужени за монтажу филма.

## Музика
У јуну 2016. године, Алан Силвестри, који је компоновао музику за филм Осветници, је потврдио да ће бити композитор и за филмове Рат бескраја и Крај игре. Браћа Русо су почела да раде са Силвестријем на музици за овај филм у новембру 2018. и она је завршена у марту 2019. године. Саундтрек албум, укључујући Силвестријеву музику, је издала компанија Холивуд рекордс дигитално 26. априла 2019, а физички 24. маја исте године. Музички видео из албума „Портали”, компонован за климактичну сцену у којој Осветницима долази појачање, реализован је 13. јуна.
Силвестри је описао да ова музика има најсвестранији тон у целом серијалу, од „громогласних бубњева и моћних дувачких инструмената” за акционе сцене до минималистичке џезом-инспирисане музике за Антмена и квантну реалност. Силвестри је репризирао своје теме из претходних филмова о Осветницима и филма Капетан Америка: Први осветник, укључујући и материјал који је написао за Таноса и камење бескраја у Рату бескраја. Он је изјавио како је писање музике за крај приче о Капетану Америци било дирљиво, зато што је он „био на овом путовању са њим од самог почетка”. Филм такође користи тему из филмова Антмен Кристофа Бека, Доктор Стрејнџ Мајкла Џакиноа и Капетан Марвел Пинар Топрак. Такође у филму се појављују и песме „Come and Get Your Love” и „It's Been a Long, Long Time” из филмова Чувари галаксије и Капетан Америка: Зимски војник.

## Маркетинг
Маркетиншка кампања за Крај игре коштала је преко 200 милиона долара, највише за било који филм Марвел студија. Међу промотивним партнерима су били Stand Up to Cancer, Mastercard, Ulta Beauty, концептни аутомобил Audi e-tron GT (који се појављује у филму), McDonald's, GEICO, Coca-Cola, Google, General Mills, Hertz, Ziploc, Oppo и Synchrony Financial.
Годину дана пре изласка филма, Џермејн Лусијер са блога io9 говорио је о приступу који би Марвел могао да заузме у маркетингу филма, с обзиром на крај Рата бескраја где многи познати ликови умиру. Он је поставио питање да ли ће се ти ликови појављивати на постерима и у кампањама за играчке и да ли ће глумци који их глуме учествовати у медијским догађајима који претходе изласку филма. Лусијер је сматрао да би Дизни и Марвел могли да се фокусирају на оригиналне чланове тима Осветника, који чине већину преживелих ликова, али је приметио да би било корисније приказати повратак мртвих ликова, што би створило „мистерију и радозналост о томе како се враћају” и „потпуно нови ниво интересовања” за филм „а да су све звезде испред и у центру”. Фајги је о томе говорио у јуну 2018. године, наводећи да ови мртви ликови неће бити представљени ни у каквом маркетингу за филм. Он је на конвенцији CineEurope представио видео иза сцене из филма, и рекао да ће званична маркетиншка кампања за филм почети крајем 2018. године. Почетком децембра 2018, уочи објављивања првог трејлера, Грем Мекмилан из часописа The Hollywood Reporter је говорио о „грозном ишчекивању” које га окружује и осећао се „изванредним”, што је углавном „креирано за обожаваоце, без приметног упутства од Марвела или филмских ствараоца” и да је количина знања која окружује филм без икакве промоције била „нека врста свести о бренду” коју већина дистрибутера жели. Због овога, Мекмилан је позвао Марвел да не објављује никакве трејлере за филм јер би „напредни ниво ентузијазма [...] [вероватно] могао да порасте” пре изласка филма. Уз то, он је додао да би евентуално објављивање трејлера одузело „позицију Шредингерове мачке” јер је „готово гарантовано” да ће изазвати разочарење фанова у овом тренутку.
Први трејлер за филм објављен је 7. децембра 2018. године. Дастин Сандовал, потпредседник дигиталног маркетинга за Марвел Студио, изјавио је да је маркетиншки тим „одлучио” да спречи укључивање „наслова или хештега” за филм у објавама његовог трејлера, омогућавајући обожаваоцима да виде трејлер без да га покваре гледањем „ на крају”. Ричард Њуби, такође из часописа The Hollywood Reporter, сматра да, иако у трејлеру није откривено много новог материјала, он нуди „тмуран поглед на универзум који је постао непрепознатљив” и омогућава гледаоцу да размисли о „крају Рата бескраја и нашег питања о губицима”. Њуби је такође приметио како је трејлер својим визуелним језиком истакао „скромне почетке” ликова и закључио да је оставио гледаоце са „исто толико питања колико смо имали раније”. Остин Гослин са сајта Polygon је истакла да се наслов не односи само на реченицу коју Доктор Стрејнџ каже Тонију Старку у Рату бескраја, већ и на реченицу коју је Старк изговорио у Ери Алтрона. Гослин је рекла: „Сцена која окружује ову реченицу у Ери Алтрона је једна од најважнијих у филму. Ствари изгледају мрачно, а група хероја се суочава са непријатељом за којег мисле да не могу да га победе.” Као такав, трејлер Краја игре „одсликава ово савршено” и „показује нам да су два најистакнутија лика Осветника оно што су одувек били: Ајронмен, песимиста који наставља да се бори без обзира колико ствари изгледају безнадежно, и Капетан Америка, оптимиста који верује да ништа није безнадежно када се светски хероји боре заједно.” Трејлер је прегледан 289 милиона пута у прва 24 сата, поставши најгледанији трејлер у том временском периоду, надмашивши рекорд Рата бескраја (230 милиона прегледа). Трејлер је такође поставио рекорд за разговор на Твитеру за трејлер филма у прва 24 сата, генеришући 549.000 спомињања. До 3. јануара 2019, BoxOffice метричка услуга „Утицај трејлера” показала је да је отприлике 77–78% анкетираних људи који су погледали трејлер за филм у последње три недеље изразило интересовање да погледају филм. За три недеље колико је сервис мерио, трејлер је био број један за све и имао је прва два процента испитаника који су изразили интересовање да погледају филм од увођења услуге у марту 2018. године.
Други трејлер за филм, заједно са постером за биоскопско приказивање, објављен је 14. марта 2019. године. Свих 13 глумаца приказаних на постеру добило је највишу наплату осим Данај Гурире, чије се име још увек појављивало у доњем блоку постера заједно са Бенедиктом Вонгом, Џоном Фавром и Гвинет Палтроу (ниједно од њих није приказана на постеру). Упркос томе, њено искључење у највишој наплати изазвало је критике неких обожавалаца. Петрана Радуловић из Polygon-а је приметила да је глумац на постеру „сложен процес“ заснован на „бављењу са агентима, хонорарима и захтевима филмских звезда.” Међутим, Марвел Студио је касније тог дана објавио ажурирани постер са Гуриром. Други трејлер је прегледан 268 милиона пута у прва 24 сата, поставши други најгледанији трејлер у том временском периоду иза првог трејлера за филм.

## Објављивање

### Биоскопи
Филм је премијерно приказан 22. априла 2019. у Лос Анђелесу. Disney је преуредио салу К конгресног центра за премијеру филма, радећи са Dolby-јем и QSC Audio-м да би инсталирао екран од 21 метар, Dolby Vision пројекторе и Dolby Atmos звучни систем. Конгресни центар је такође одржао премијерни долазак на црвени тепих и афтер-парти. Филм је објављен у Аустралији, Кини и другим деловима Азије и Европе 24. априла, у Уједињеном Краљевству 25. априла, у Сједињеним Државама и Индији 26. априла, као и у Русији 29. априла у IMAX и 3Д форматима. Првобитно је планирано да буде објављен у Сједињеним Државама 3. маја те године. Радио Слободна Европа је навео да је руска влада одложила објављивање филма у тој земљи како би промовисала филмове руске продукције. Осветници: Крај игре је део треће фазе Марвеловог филмског универзума.
Након објављивања другог трејлера за филм Спајдермен: Далеко од куће (2019) 6. маја, Марвел је почео да га приказује на крају пројекција Краја игре са поруком пре филма у којој је глумац Том Холанд говорио публици да остане до краја одјавне шпице да види трејлер. У јуну, Фајги је најавио да ће Осветници: Крај игре поново бити пуштени у биоскопе са седам минута нових снимака након одјавне шпице, укључујући омаж Стену Лију, недовршену избрисану сцену и почетну сцену филма Далеко од куће. Постер ограниченог издања би такође био подељен у одабраним биоскопима. Поновно емитовање је почело 28. јуна у Сједињеним Државама, у 1.040 биоскопа.

### Кућни медији
Филм је објављен у САД за дигитално преузимање од стране фирме Walt Disney Studios Home Entertainment 30. јула, а на Ultra HD Blu-ray, Blu-ray и DVD форматима 13. августа. Филм је објављен на Digital HD и Blu-ray форматима 2. септембра у Уједињеном Краљевству. Стримован је ексклузивно на платформи Disney+ од 12. новембра. Дигитална и Blu-ray издања укључују сцене иза камера, аудио коментаре, избрисане сцене и блупере. Упркос томе што је снимљен IMAX камерама и пуштен у IMAX биоскопима у размери 1,90:1, издање за кућне медије укључује само исечену верзију односа страница 2,39:1 која је коришћена за пројекције које нису IMAX. IMAX Enhanced верзија филма је постала доступна на платформи Disney+ почевши од 12. новембра 2021. године.

## Пријем

### Зарада
Филм је зарадио 858,3  милиона долара у Сједињеним Државама и Канади, као и 1,939  милијарди долара у остатку света, за укупно 2,798  милијарди долара широм света, поставши филм са највећом зарадом свих времена (док га није надмашио Аватар (2009) због поновног приказивања у Кини 2021. године), као и други филм са највећом зарадом свих времена у Сједињеним Државама и Канади. Прилагођено инфлацији, Прохујало са вихором (1939) је остао филм са највећом зарадом, а Осветници: Крај игре је пети филм са највећом зарадом свих времена широм света.
Филм је током премијерног викенда зарадио 1,2  милијарде долара, што је највећи износ свих времена и скоро удвостручен претходни рекорд Рата бескраја од 640 милиона долара. Ово је уједно и најбржи филм икада који је надмашио границу од милијарду и 1,5 милијарди долара, чинећи то за само пет, односно осам дана. Deadline Hollywood је проценио да ће филм остварити профит за само пет дана након објављивања, што је „нечувено за велики студијски шатор током првог викенда”. Веб страница је на крају израчунала коначну нето добит филма на 890 милиона долара, рачунајући буџете за продукцију, маркетинг, учешће талената и друге трошкове; зарада на благајнама и приходи од кућних медија ставили су га на прво место на својој листи „Највреднијих блокбастера” за 2019. годину.
Дана 4. маја, зарада филма на светским благајнама прешла је читаву биоскопску зараду Рата бескраја и постао је најбржи филм икада који је зарадио 2  милијарде долара широм света, сакупивши ту суму за само 11 дана (победивши Аватара, који је то учинио за 47 дана) . Такође је постао пети филм који је прешао овај праг (после филмова Аватар, Титаник (1997), Ратови звезда: Буђење силе (2015) и Рат бескраја), као и други филм који је премашио праг од 2,5 милијарди долара, чинећи то за само 20 дана, надмашивши Аватаров рекорд од 72 дана.

#### Претпродајни рекорди
Крајем децембра 2018, Крај игре је наведен као један од најишчекиванијих филмова 2019. године, на другом месту IMDb-а, а на првом од стране фирми Fandango и Atom Tickets.
Због велике потражње када су карте у претпродаји постале доступне у САД 2. априла 2019, купци и на Atom Tickets-у и на Fandango-у су искусили дуга времена чекања и системска кашњења, док су веб-сајт и апликација AMC Theatres-а потпуно пали након неколико сати. Истог дана, Fandango је објавио да је филм постао најпродаванији наслов у претпродаји у прва 24 сата, надмашивши претходни рекорд филма Ратови звезда: Буђење силе за само шест сати. Atom је изјавио да је филм такође најпродаванији филм првог дана на веб-сајту (надмашујући филм Аквамен (2018) четири пута), а Regal Cinemas је известио да је Крај игре продао више карата у првих осам сати него Рат бескраја током целе прве недеље. Само у претпродаји филм је зарадио 120–140 милиона долара. Дан пре објављивања филма, Fandango је објавио да је ово његов највећи претпродајни успех свих времена, победивши Буђење силе, са преко 8.000 распродатих термина приказивања широм земље.
У Индији је филм продао милион карата за само један дан за пројекције на енглеском, хинди, тамилском и телугу језику; Сваке секунде је продато 18 карата. У Кини су карте у претпродаји постале доступне 12. априла и продато је рекордних милион карата за само шест сати, надмашујући први 24-часовни укупан број Рата бескраја у току првог сата, и зарадиле су 114,5 милиона долара само из претпродаје.

#### САД и Канада
Дана 4. априла, праћење индустрије предвиђало је да ће филм зарадити 200–250 милиона долара у САД током првог викенда, иако су неки инсајдери видели те бројке као конзервативне и очекивали деби од 260–300 милиона долара. До недеље када је објављен, домаће процене су порасле на 260–270 милиона долара, а неки инсајдери још увек су сугерисали да је деби од 300 милиона долара могућ. Филм је приказан у 4.662 биоскопа, од којих је 410 било у IMAX форматима; било је то најшире издање икада, надмашивши рекорд од 4.529 биоскопа филма Грозан ја 3 (2017). Крај игре је зарадио 357,1  милион долара током првог викенда, рушећи рекорд Рата бескраја за скоро 100  милиона долара. Такође је поставио рекорде за петак (157,5  милиона долара, укључујући 60  милиона долара из прегледа у четвртак увече), суботу (109,3  милиона долара) и недељу (90,4  милиона долара), као и укупну зараду више од претходног рекорда на благајнама свих филмова заједно (314  милиона долара). Филм је тада зарадио 36,9 милиона долара у понедељак и 33,1 милион долара у уторак, оба су трећи по висини свих времена. Током свог другог викенда филм је зарадио 147,4  милиона долара (други најбољи кадар друге године икада) за 10 дана укупно 621,3 милиона долара. Био је то најбржи филм који је икада прешао прекретницу од 600 милиона долара, победивши рекорд Буђење силе од 12 дана и за мање од половине 26 дана колико је било потребно Рату бескраја Следеће недеље, филм је зарадио 64,8 милиона долара, што је четврти најбољи трећи викенд икада. Такође је прешао границу од 700  милиона долара, изједначивши рекорд Буђења силе од 16 дана. Крај игре је коначно свргнут са трона у свом четвртом викенду од стране новопридошлог филма Џон Вик: Поглавље 3 Парабелум (2019). Следећег викенда је зарадио 17,2 милиона долара (и укупно 22,3  милиона долара током четвородневног оквира за Дан сећања), прешавши  праг од 800 милиона долара у земљи. Током поновног приказивања, које се догодило током десетог викенда, филм је додат у 1.040 биоскопа и зарадио 6,1 милион долара, што је повећање од 207% у односу на претходни викенд. Током свог тринаестог викенда, филм је зарадио 1,2 милиона долара, што га је ставило преко прага за највиши рекорд Аватара свих времена.

#### Остале територије
На међународном плану, предвиђало се да ће Крај игре зарадити око 680 милиона долара у првих пет дана за глобални деби од 850–950  милиона долара. Првобитно се предвиђало да ће филм зарадити 250–280 милиона долара у Кини током првог викенда, али је у земљи зарадио рекордних 107,5 милиона долара првог дана, укључујући 28,2 милиона долара од пројекција у поноћ, у 3 ујутро и у 6 ујутро, надмашивши претходни рекорд филма Паклене улице 8 (2017) од 9,1 милион долара. Због рекордног првог дана, као и са похвалама (са оценама 9,1 на локалном агрегатору рецензија Douban и 9,3 на веб локацији за карте Maoyan), пројекције за деби су повећане на преко 300  милиона долара. Свеукупно, филм је зарадио 169 милиона долара првог дана од међународних земаља, што је највећи износ свих времена. Највећа тржишта после Кине била су Индија (9 милиона долара), Јужна Кореја (8,4 милиона долара; највећа непразнична зарада за један дан икада), Аустралија (7,1 милион долара), Француска (6 милиона долара) и Италија (5,8 милиона долара). Као и на домаћем терену, филм је завршио претерано и дебитовао је са 866 милиона долара у иностранству. Његова највећа тржишта, од којих је свако поставило рекорд за најбоље отварање у земљи, била су Кина (330,5 милиона долара), Уједињено Краљевство (53,8 милиона долара), Јужна Кореја (47,4 милиона долара), Мексико (33,1 милион), Аустралија (30,8 милиона), Бразил (26 милиона), Шпанија (13,3 милиона), Јапан (13 милиона) и Вијетнам (10 милиона долара). Такође је зарадио 21,6 милиона долара током прва четири дана у Русији након одлагања премијере које је изазвала руска влада.
У првој седмици, првих пет највећих међународних тржишта филма била су Кина (459,4 милиона долара), Уједињено Краљевство (68,2 милиона долара), Јужна Кореја (60,3 милиона долара), Мексико (48,6 милиона долара) и Индија (40,9 милиона долара). Недељу дана након објављивања, постао је страни филм са највећом зарадом свих времена у Кини и Индији. Током свог другог викенда, укупни број приказивања филма премашио је 1,569  милијарди долара са међународних тржишта, чиме је престигао Титаник као други најуспешнији филм у иностранству свих времена.
Од јануара 2021, највећа међународна тржишта филма била су Кина (629 милиона долара), Уједињено Краљевство (115 милиона долара), Јужна Кореја (105 милиона долара), Бразил (86 милиона долара) и Мексико (78 милиона долара).

### Критике
Агрегатор рецензија Rotten Tomatoes пријавио је рејтинг одобравања од 94%, са просечном оценом од 8,2/10, на основу 550 рецензија. Критички консензус веб-сајта гласи: „Узбудљив, забаван и емоционално упечатљив, Крај игре чини све што је потребно да испоручи задовољавајуће финале Марвелове епске саге бескраја”. Metacritic, који користи пондерисани просек, доделио је филму оцену 78 од 100 на основу 57 критика, што указује на „генерално повољне критике”. Публика коју је анкетирао CinemaScore дала је филму ретку оцену „А+” на скали од А+ до F, а они у PostTrak-у дали су филму 5 од 5 звездица и 85% „дефинитивних препорука”.
Пишући за NPR, Глен Велдон је дао позитивну рецензију филму и сматрао да је филм достојан наставак свог претходника, наводећи: „Одлука браће Русо да се придржавају искустава преосталих Осветника показује се као награда, јер изричито смо конструисали филм као продужени победнички круг за Марвелов филмски универзум. Имате омиљеног лика из било ког Марвеловог филма у протеклој деценији, без обзира на то колико је опскуран? Припремите се за сервис, обожаваоци.” Питер Траверс је у својој рецензији за Rolling Stone дао филму 4 од 5 звездица, рекавши: „Не морате да се шалите на рачун клишеиране радње о путовању кроз време – филм је спреман, вољан и способан да направи своју, са Повратком у будућност који долази због озбиљног задиркивања.”
Питер Дебрж из часописа Variety је написао: „После обрачуна који се мора видети какав је био Рат бескраја, браћа Русо дају трочасовни наставак који је више окренут обожаваоцима, награђујући лојалност Марвеловом филмском универзуму.” Џ. Р. Кинард из часописа PopMatters је написао: „Снимање акционих филмова великог буџета не постаје много боље од овога”. Тод Макарти из часописа The Hollywood Reporter је изјавио: „Оно што се овде најјаче појављује, колико је чудно за филм настао из стрипова заснованог на ефектима, јесте глума ликова, посебно од Даунија, Рафала, Еванса, Хемсворта, Бролина и Пола Рада”. Ричард Ропер, пишући за Chicago Sun-Times, дао је филму четири звездице и похвалио његов „емоционални удар”, као и „духовит, добро расположен, паметан, стручно изведен сценарио Кристофера Маркуса и Стивена Мекфилија, оштру режију Ентонија Руса и Џоа Руса, [...] и универзално одличну глуму”.
Рецензент часописа The New York Times А. О. Скот дао је филму позитивну, али опрезну рецензију, рекавши: „Крај игре је споменик адекватности, прикладан главни камен за предузеће које је схватило како да буде довољно добро за довољно људи довољно времена. Није то заиста је готово, наравно: Дизни и Марвел још увек раде на новим проблемима у континууму времена и новца. Али браћа Русо пружају осећај краја, прилику да ценимо оно што је урађено пре него што се временски оквири ресетују и сви добијамо назад на посао.” Џастин Ченг из часописа Los Angeles Times написао је да „Крај игре постиже и зарађује свој врхунац осећања, чак и када је у недостатку праве катарзе”. Неки су приметили да је филм значајно побољшање у односу на свог претходника, Рат бескраја, као што је Брајан Талерико са сајта RogerEbert.com, који је изјавио да је Крај игре „стрпљивији, фокусиранији филм [од Рата бескраја], чак и кад његова радња укључује елементе десетак других филмова”. Мет Золер Зајц, са истог сајта, дао је филму позитивну оцену у поређењу са Ратом бескраја, који је сматрао „прегустим, пренаглим, а опет предугачким”. Зајц је изјавио да Крај игре „искрено и задовољавајуће искуство”, уз то што је „изненађујуће опуштена, вођена карактером, самосвесна, али искрена комедија [за] две трећине [филма]. Већи део сценарија сугерише опуштеног Ричарда Линклејтера филм са суперхеројима”. Џо Моргенстерн из новина The Wall Street Journal признао је јединствено достигнуће које је остварио Крај игре као завршетак саге бескраја, називајући последњу битку „неизбежно гломазном [...], али ипак узбудљивом, након чега следи деликатан завршетак. Толико прича. Толико авантура. Толико тога да се среди пре него што почне следећи циклус.”
Ричард Броди , који је писао за часопис The New Yorker, био је критичнији према филму, сматрајући да се добра глума не подудара са упоредивом вештином редитеља. Рекао је: „Браћа Русо имају посебно мало осећаја за визуелно задовољство, мало осећаја за лепоту, мало смисла за метафору, мало склоности за текстуру или композицију; њихова спектакуларна уображеност је само обим, због чега су њихови најбољи тренуци тихи и драматични”. Ентони Лејн из истог часописа дао је компромитујућу рецензију филма, откривши да је претерано развијен и преоптерећен, наводећи: „Једину ствар коју треба да знате о овом филму је да траје нешто више од три сата и да можете лако да се склоните током средњег сата, обавите куповину и вратите се на своје седиште за врхунац. Нећете ништа пропустити.”

### Награде
Филм је номинован за једног Оскара, једну награду Ени (освојена), једну награду БАФТА, три филмске награде по избору критичара (освојивши две), једну награду Греми, једну холивудску филмску награду (освојена), четири МТВ филмске и ТВ награде (освојене три), седам награда по избору публике (освојене три), две награде Сателит, четрнаест награда Сатурн (освојио шест), једну награду Удружења филмских глумаца (освојио), и девет награда по избору тинејџера (освојио четири), између осталих. Страница овог филма је био најгледанији чланак на Википедији у 2019. са 44,2 милиона прегледа странице. У фебруару 2022. године, тренутак окупљања Осветника је именован за једног од пет финалиста за најрадоснији филмски моменат у оквиру такмичења „Оскари за миљенике обожаваоца” за 94. доделу Оскара, упркос томе што филм није испуњавао услове за Оскаре те године.